# کانسالینن لیگا
کانسالینن لیگا (فنلاندی: Kansallinen Liiga) ('لیگ ملی') بخش برتر فوتبال زنان در فنلاند است. قبلاً «Jalkapallon naisten SM-sarja» («مجموعه مسابقات قهرمانی فنلاند فوتبال زنان») در طول سال‌های ۱۹۷۴ تا ۲۰۰۶ و «Naisten Liiga" (سوئدی: Damligan)، «زنان در طول فصل‌های ۱۹ تا ۲۰» نامیده می‌شد. نام Kansallinen Liiga در سال ۲۰۲۰ به این لیگ داده شد.

## تیم های ۲۰۲۳
| باشگاه                        | مکان    | زمین خانه              | سرمربی          |
| ----------------------------- | ------- | ---------------------- | --------------- |
| اف‌سه                          | اسپو    | پارک ورزشی تاپیولا     | عمر عدلانی      |
| جالکاپالوکلوبی هلسینگین (HJK) | هلسینکی | ورزشگاه بولت آرنا      | آرتو هینونن     |
| ایلوس                         | تامپره  | استادیوم تاملا         | Anssi Ylinen    |
| هلسینگین پالوسئورا (HPS)      | هلسینکی | هافس آرینا             | Mari Savolainen |
| کوپیون پالوسئورا (KuPS)       | کوئوپیو | ورزشگاه فوتبال کوئوپیو | Ollipekka Ojala |
| پالوکرهو-۳۵ (PK-35)'          | هلسینکی | مگنه‌سیت آرنا           | رامی رانتانن    |
| په‌کو-۳۵ وانتا                 | وانتا   | استادیوم فوتبال مورمئن | یاری ویسنن      |
| اولو نایس ساکر (ONS)          | اولو    | ورزشگاه رااتین         | تونی کوسکینن    |
| تورکو پالوسئورا (TPS)         | ترکو    | پارک ورزشی تورکو       | Akusti Salonen  |
| ""الند یونایتد""              | لملند   | ویکلوف هلدینگ آرنا     | استیو بیکس      |